# Epinannolene biseriatus
Epinannolene biseriatus är en mångfotingart som beskrevs av Loomis 1938. Epinannolene biseriatus ingår i släktet Epinannolene och familjen Epinannolenidae. Inga underarter finns listade i Catalogue of Life.